# Jack Holden
John Thomas „Jack“ Holden (* 13. März 1907 in Bilston, West Midlands; † 7. März 2004 in Cockermouth) war ein britischer Langstreckenläufer, der seine größten Erfolge im Crosslauf und im Marathon erreichte.

## Leben
Jack Holden wuchs in einer Arbeiterfamilie mit acht Geschwistern auf. Mit 13 Jahren verließ er die Schule, um in einer Gießerei zu arbeiten. Ursprünglich Boxer, entdeckte er sein Lauftalent bei einem lokalen Rennen, bei dem er ein Schwein gewann. Diese Siegerprämie kostete ihn um ein Haar den Amateur-Status, noch bevor seine Laufbahn richtig begonnen hatte. In der Folgezeit schloss er sich dem Verein Tipton Harriers an.
Als Bahnläufer war Holden Anfang der 1930er Jahre zwar in Großbritannien mehrfach Meister, international erzielte er jedoch kaum Erfolge. Seine beste Leistung war der vierte Platz über sechs Meilen bei den British Empire Games 1934. 
Den Cross der Nationen, die Vorläuferveranstaltung der heutigen Crosslauf-Weltmeisterschaften, gewann Jack Holden in den Jahren 1933–1935 und 1939 und war damit Rekordsieger. Bis einschließlich 1939 erreichte Holden neun Platzierungen unter den besten Zehn. Nach dem Zweiten Weltkrieg, in dem er in der Royal Air Force diente, erreichte er 1946 noch einmal den sechsten Platz.
Jack Holden, der nun als Platzwart für eine Wurstfabrik arbeitete, wandte sich dem Marathon zu und wurde zwischen 1947 und 1950 viermal in Folge englischer Meister. Beim Marathon der Olympischen Spiele 1948 in London ging er in Führung, musste aber nach zwei Dritteln der Strecke wegen schwerer Blasenbildung an den Füßen aufgeben. 
Im Jahr darauf überredete ihn seine Frau zu einem Comeback. Er gewann den Enschede-Marathon in 2:20:52 h, 14 Minuten schneller als Delfo Cabrera bei seinem Olympiasieg von London, wobei die Strecke allerdings um mehr als zwei Kilometer zu kurz war. 
Bei den British Empire Games 1950 im Februar in Auckland konnte Jack Holden in 2:32:57 h mit vier Minuten Vorsprung gewinnen, obwohl er das letzte Drittel barfuß zurücklegte, weil seine Schuhe im Regen aufgeweicht und auseinandergefallen waren. Obendrein musste er sich der Attacken eines Hundes erwehren. Mit 42 Jahren und 335 Tagen ist Holden bis heute der älteste Sieger in der Leichtathletik bei den Commonwealth Games, wie die Veranstaltung heute heißt.
Insgesamt gewann Holden 1950 fünf Marathonläufe. Am 23. August gewann er bei den Leichtathletik-Europameisterschaften in Brüssel in 2:32:13 h. Mit 43 Jahren und 163 Tagen stellte Jack Holden auch hier einen Altersrekord für Sieger auf. Nachdem er im Jahr darauf von Jim Peters beim Polytechnic-Marathon geschlagen worden war, beendete Holden seine sportliche Karriere.
Jack Holden starb 2004 wenige Tage vor seinem 97. Geburtstag. 